# 上毛野広人
上毛野 広人（かみつけの の ひろひと）は、奈良時代の貴族。姓は朝臣。官位は正五位下・按察使。

## 経歴
元明朝の和銅元年（708年）従六位上から三階昇進して従五位下に叙爵する。元明朝末の和銅7年（714年）3月に従五位上に昇叙され、同年11月に新羅使に応対するために左右将軍の任命が行われた際、広人は右副将軍に任ぜられた。
元正朝では当初右少弁を務め、霊亀3年（717年）3月に当時太政官の首班にあった左大臣・石上麻呂の葬儀にあたって、太政官の誄を宣べた。同年4月に大倭守に転じるとのち按察使に遷るなど元正朝半ばより地方官を歴任する。養老4年（720年）正月に正五位下に叙せられるが、同年9月に蝦夷の反乱により任地の陸奥国で殺害された。最終官位は按察使正五位下。

### 殺害後
史上初の大規模な蝦夷による反に対し、当時の朝廷は権力者であった藤原不比等が8月に没して長屋王が政権を握ったばかりであったが、乱の報を受け迅速に対応した。朝廷に報が届いた翌日の9月29日には早くも、遣唐使使節団を率いた統率力と東国の地方官（武蔵国守、相模国・上野国・下野国按察使）を務めた経験を買われた多治比縣守が持節征夷将軍に任じられ二度目の節刀を授けられ、縣守は副将軍下毛野石代、持節鎮狄将軍・阿倍駿河と共に反乱鎮圧のために軍を率いて東北地方へ遠征した。
宮城県大崎市にある官衙遺跡の権現山遺跡・三輪田遺跡と南小林遺跡が火災によって廃絶していることが近代の発掘調査から明らかとなっており、反乱はこの大崎地方で起こり、その際に遺跡の焼失が発生したものと考えられている。反乱鎮圧は早々にある程度の戦果を挙げたらしく、養老5年（721年）正月に多治比縣守は正四位上に昇叙され、4月には安倍駿河らと共に平城京へ帰還した。

## 官歴
『続日本紀』による。
- 時期不詳：従六位上
- 和銅元年（708年） 正月11日：従五位下
- 和銅7年（714年） 3月28日：従五位上。11月26日：副将軍
- 霊亀3年（717年） 3月3日：見右少弁。4月26日：大倭守
- 時期不詳：按察使
- 養老4年（720年） 正月11日：正五位下。9月：卒去（按察使正五位下）

## 関連作品
- 山浦玄嗣『ホルケウ英雄伝 : この国のいと小さき者』上下、KADOKAWA、2016年12月。ISBN 9784041048283、ISBN 9784041050163。